# Древлянський заказник
Древля́нський зака́зник — ландшафтний заказник місцевого значення в Україні. Розташований у межах Народицького району Житомирської області. 
Площа 9182,76 га. Статус надано згідно з рішенням Житомирської облради від 05.04.2007 року, № 191. Перебуває у віданні ДП «Народицьке СЛГ» (Народицьке лісництво, кв. 1-153; Базарське лісництво, кв. 1-22, 97-103; Кліщівське лісництво; кв. 1-152, 159-164; Заліське лісництво, кв. 49-101). 
Створений з метою охорони лісових масивів, характерних для Житомирського Полісся. Зростають соснові зеленомохові та чорнично-зеленомохові ліси, а також дубово-соснові ліси орляково-чорничні. Такі асоціації занесені до Зеленої книги України. На території заказника поширені види рослин, занесені до Червоної книги України. Різноманітною є фауна заказника, трапляються червонокнижні види. 
Після Чорнобильської катастрофи антропогенний вплив на природні екосистеми цієї території є мінімальним. 